# Zakarias Berg
Zakarias Kristoffer Berg (ur. 17 lipca 1995) – szwedzki zapaśnik walczący w stylu klasycznym. Olimpijczyk z Rio de Janeiro 2016, gdzie zajął 21 miejsce w kategorii 85 kg.
Siódmy na mistrzostwach świata w 2021 roku. 
Brązowy medalista mistrzostw Europy w 2018. Triumfator mistrzostw nordyckich w 2017. Trzeci na MŚ juniorów w 2015. Mistrz Europy U-23 w 2017, a trzeci w 2016 roku.